# Coptosapelta hammii
Coptosapelta hammii är en måreväxtart som beskrevs av Theodoric Valeton. Coptosapelta hammii ingår i släktet Coptosapelta och familjen måreväxter. Inga underarter finns listade i Catalogue of Life.